# Белошия горска врана
Белошията горска врана (Picathartes gymnocephalus) е вид птица от семейство Picathartidae. Видът е уязвим и сериозно застрашен от изчезване.

## Разпространение
Среща се в Кот д'Ивоар, Гана, Гвинея, Либерия и Сиера Леоне.